# ATC kod R02
ATC kod R02 Preparati za grlo su terapeutska podgrupa sistema za anatomsko terapeutsko hemijsku klasifikaciju. Ovaj sistem alfanumeričkih kodova je razvio  za klasifikaciju lekova i drugih medicinskih proizvoda.  Podgrupa R02 je deo anatomske grupe R Respiratorni sistem.

Kodovi za veterinarsku upotrebu (ATCvet kodovi) se mogu formirati stavljanjem slova Q ispred humanih ATC kodova: QR02... 
Nacionalna izdanja ATC klasifikacije mogu da obuhvataju dodatne kodove koji nisu prisutni na ovoj listi.

### R02AAAntiseptici
R02AA01 Ambazon
R02AA02 Dekvalinijum
R02AA03 Dihlorobenzil alkohol
R02AA05 Hlorheksidin
R02AA06 Cetilpiridinijum
R02AA09 Benzetonijum
R02AA10 Miristil-benzalkonijum
R02AA11 Hlorkvinaldol
R02AA12 Heksilrezorcinol
R02AA13 Akriflavinijum hlorid
R02AA14 Oksikvinolin
R02AA15 Povidon-jodin
R02AA16 Benzalkonijum
R02AA17 Cetrimonijum
R02AA18 Heksamidin
R02AA19 Fenol
R02AA20 Razno

### R02ABAntibiotici
R02AB01 Neomicin
R02AB02 Tirotricin
R02AB03 Fusafungin
R02AB04 Bacitracin
R02AB30 Gramicidin

### R02AD Anestetici, lokalni
R02AD01 Benzokain
R02AD02 Lidokain
R02AD03 Kokain
R02AD04 Diklonin

### R02AX Drugi preparati za grlo
R02AX01 Flurbiprofen